# Canta tu canto Chaco
La canción "Tú vencerás" Canto al futuro de la Cantata chaqueña "Canta tu canto, Chaco" es la canción oficial de la Provincia del Chaco. Fue compuesta por Martha de la Cruz Quiles y Raúl Oscar Cerrutti, con arreglos orquestales de Alfio Gusberti. El tema fue adoptado como canción oficial mediante el Decreto Provincial N.° 4194 del año 2008.

## Letra
Tú vencerás…
pero que duro amor para quererte

Un torrente de manos rigurosas

un ronco precipicio de guitarras

Tú vencerás…

que nadie se equivoque, aquí la tierra

tiene lanzas guardando sus espaldas

va frente a frente, un sol tan insolente

hacia los cuatro puntos cardinales

1
Eres Chaco de sol y campesinos

brazos altos van a levantarte

hacia el tiempo final donde se duermen

un niño y una estrella de la mano

2
Eres Chaco de sol y campesinos

militante del viento norte arado

pero arado hasta el fondo de la tierra

que juntan el hombre con su sangre.

3
Chaco… tú vencerás !!!

Chaco… tú vencerás

y levanta tu frente norte al cielo

y será verdad tu enorme sueño

4
Chaco… tú vencerás !!!

Chaco… tú vencerás

no podrán impedirte

abrir el cielo,

rompiendo al fin, el río

en tu garganta

5
Canta tu canto Chaco

Canta tu canto Chaco

Canta tu canto Chaco

 Canta tu canto Chaco